# Осы-блестянки
Осы-блестянки (лат. Chrysididae) — семейство подотряда Стебельчатобрюхие отряда Перепончатокрылые насекомые. В мире известно около 3000 видов (из них около 1000 видов из крупнейшего рода Chrysis). Обладают очень яркой и красивой блестящей окраской: зелёной, синей, красной. Размер от 3 до 15 мм.

## Биология
Это или паразитоиды или клептопаразиты, многие из которых обладают яркой радужной окраской и фенотипическими приспособлениями к своему паразитическому образу жизни. В качестве хозяев используют пчёл и ос. Подсемейства Chrysidinae и Parnopinae паразитируют на осах (Sphecidae, Eumenidae и Vespidae), пчёлах и пилильщиках, Cleptinae — на пилильщиках Tenthredinoidea, а подсемейства Amiseginae и Loboscelidiinae используют яйца Phasmatodea.
Исключение составляет род Praestochrysis, чей представитель Praestochrysis shanghaiensis паразитирует на бабочках вида Monema flavescens Walker (Lepidoptera, Limacodidae).

## Генетика
Гаплоидный набор хромосом n = 19—21. Например, 2n=38 (Hedychridium, Omalus) и 2n=42 (Chrysis).

## Фотогалерея

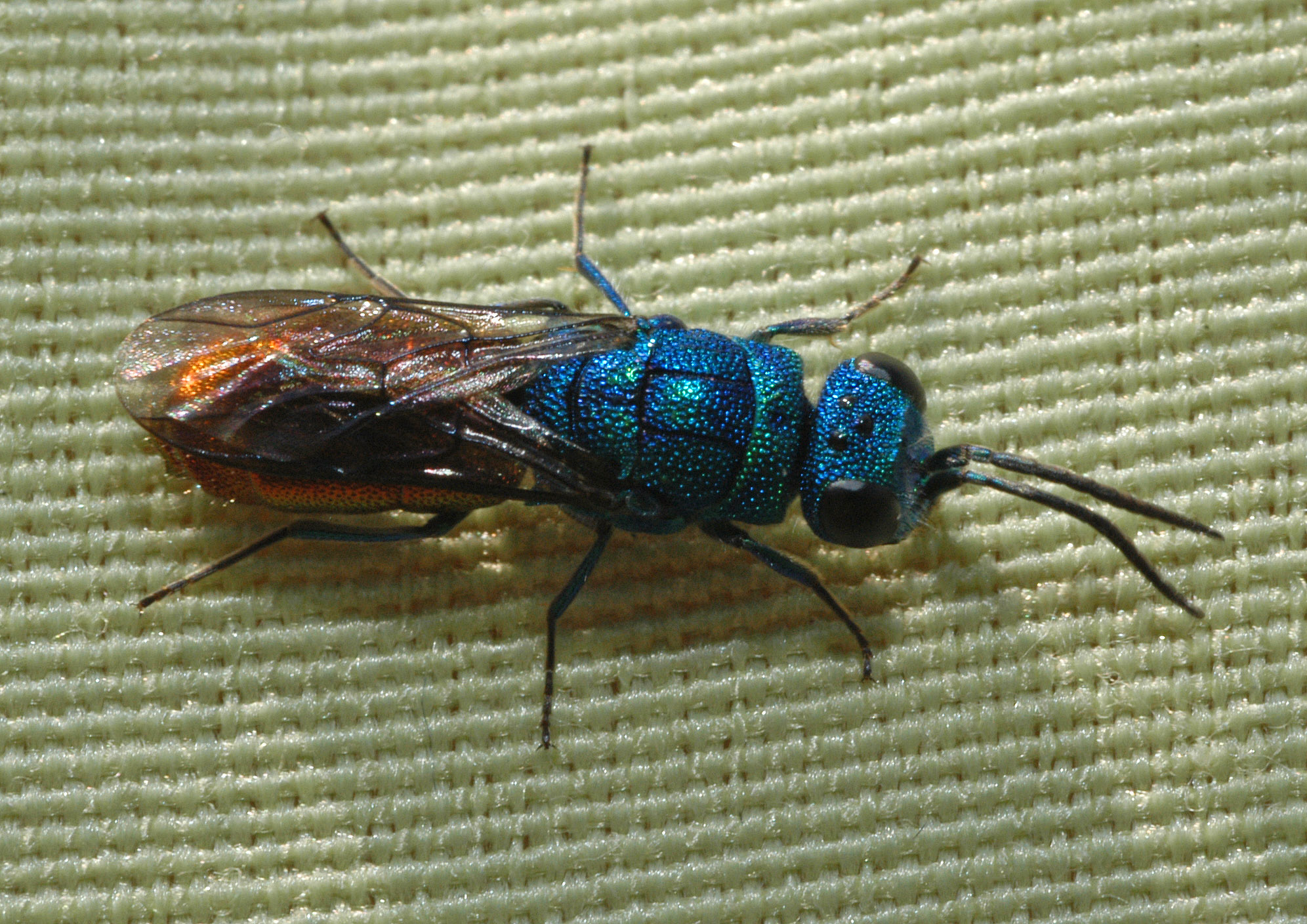
Chrysis ignita
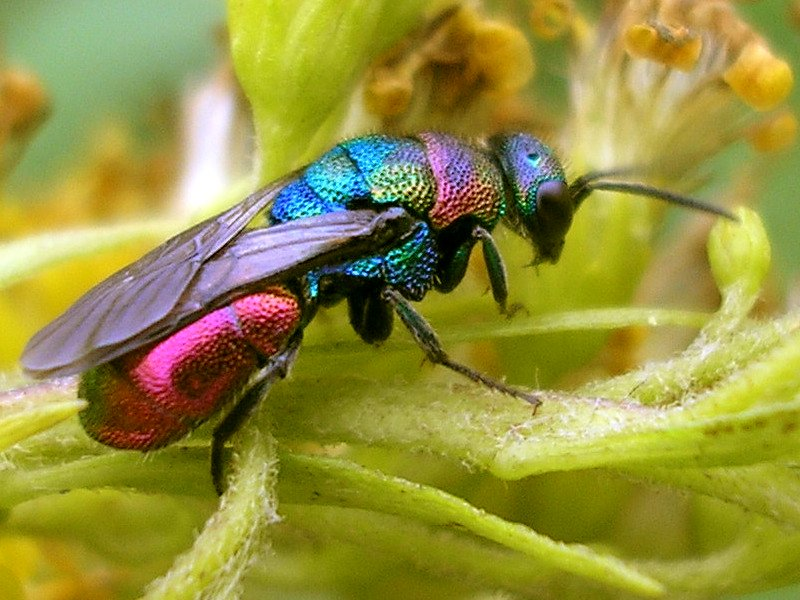
Hedychrum rutilans
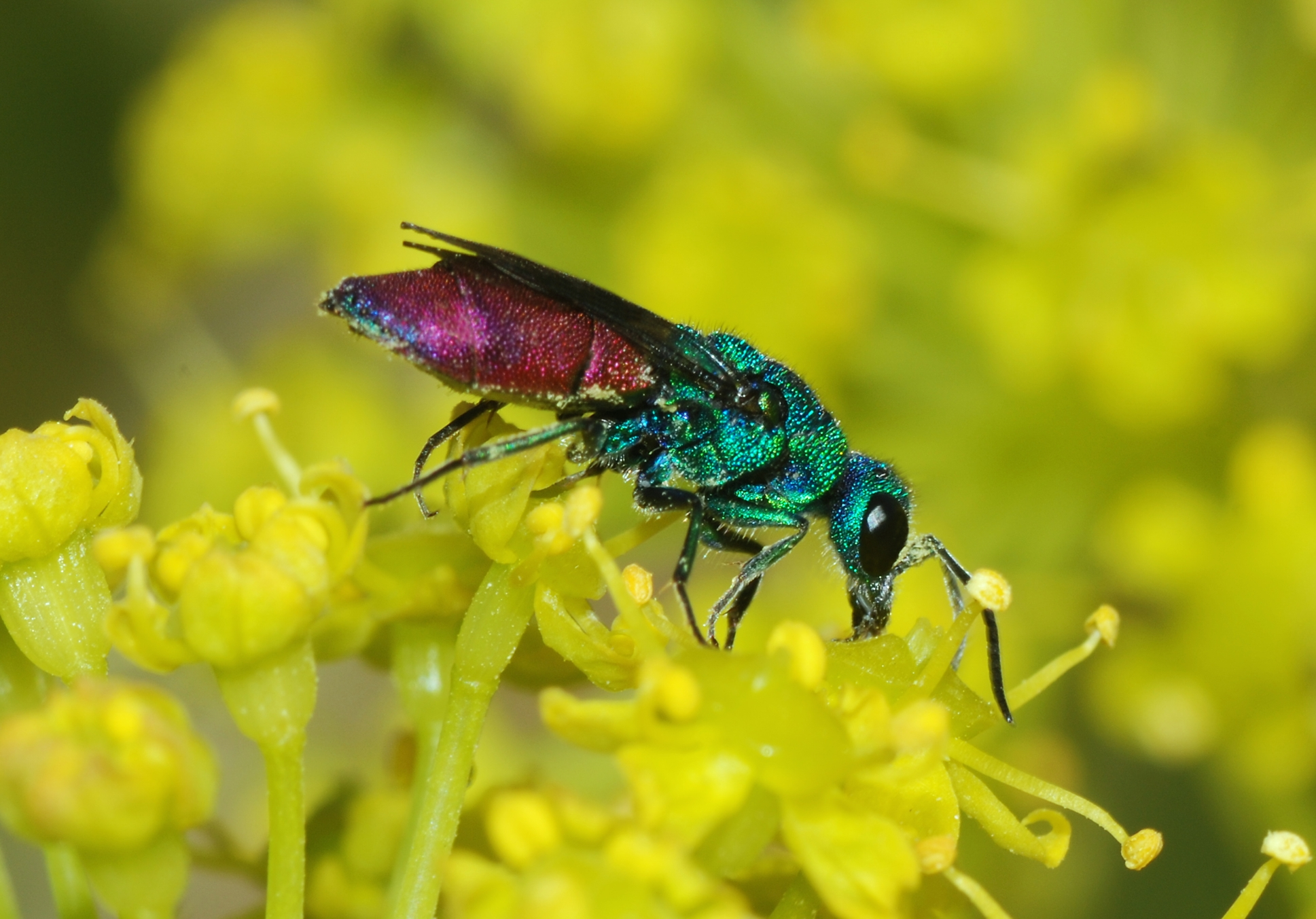
Chrysis ignita
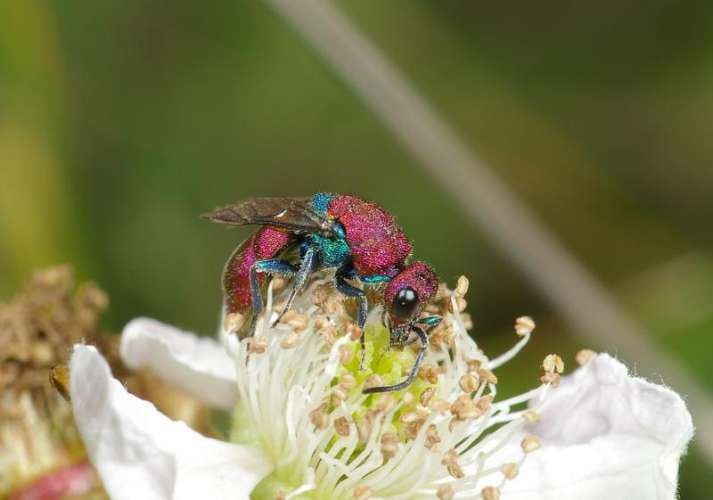
Chrysura cuprea
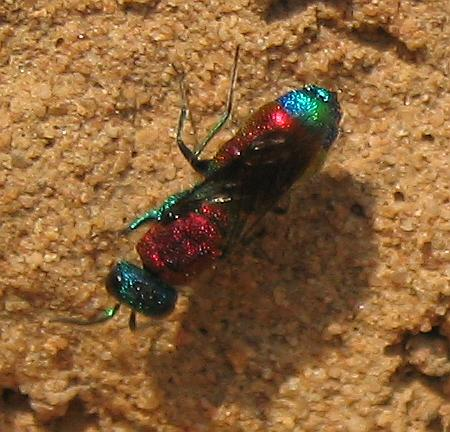
Chrysis viridula
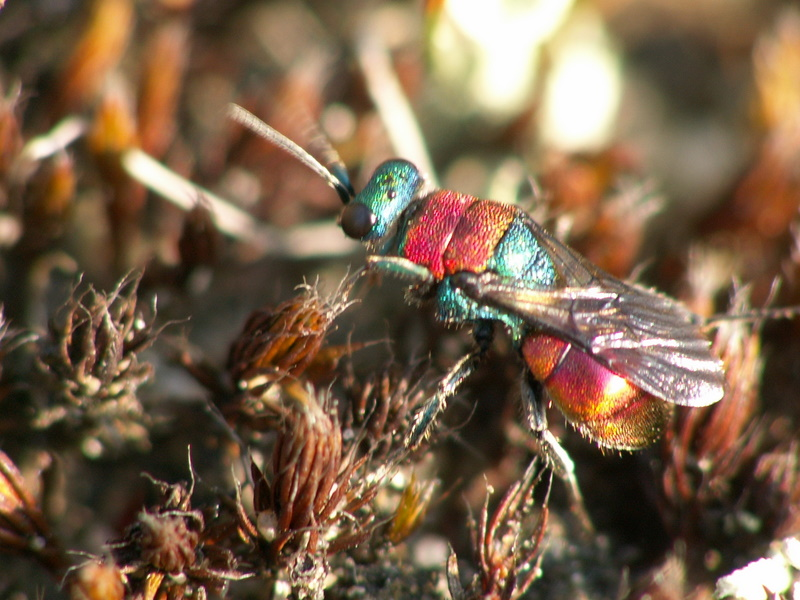
Hedychrum nobile

## Названия
Благодаря своей яркой и заметной окраске Хризидиды или осы-блестянки имеют названия, на многих языках сходные по смыслу:
- англ. Gold wasps (Ruby-tailed wasps или Chrysidids);
- нем. Goldwespen;
- франц. Guêpes dorèes (d’Or, или de Feu, или Chrysidès);
- датск. Guldhvepse;
- голл. Goudwespen;
- исп. Avispas ladronas (или doradas, или Crisìdidos);
- итал. Vespe dorate (Vespe cuculo, Crisidi);
- венг. Fémdarazsak;
- латв. Krāšnlapsenes;
- норв. Gullveps;
- польск. Zlotolitki;
- румынск. Viespilor aurii;
- словакск. Blyskavky;
- словенск. Zlatih os;
- финск. Kultapistiäiset;
- шведск. Guldsteklar;
- чешск. Zlatěnky;
- эстонск. Kuldherilased;

## Распространение
Преобладают в аридных зонах. По данным каталога перепончатокрылых России (2017) в мире более 2815 видов (95 родов), в Палеарктике 1557 (36), в России 330 видов (23 рода). В Италии 236 видов и 54 подвида. В Германии около 100 видов. В Индии 105 видов и 20 родов.
По зоогеографическим областям трибы и подсемейства блестянок распределены следующим образом:
- Палеарктика — Cleptinae, Elampini, Chrysidini, Parnopini
- Афротропика — Amiseginae, Elampini, Allocoeliini, Chrysidini, Parnopini
- Индомалайская зона — Cleptinae, Amiseginae, Loboscelidiinae, Elampini, Chrysidini
- Австралия — Amiseginae, Loboscelidiinae, Elampini, Chrysidini
- Неарктика — Cleptinae, Amiseginae, Elampini, Chrysidini, Parnopini
- Неотропика — Cleptinae, Amiseginae, Elampini, Chrysidinae

## Филогения
Филогенетические исследования нуклеотидных последовательностей ДНК и РНК, проведённые в 2021 году, показали, что Amiseginae более тесно связана с Cleptinae, чем с Chrysidinae, триба Allocoeliini является сестринской линией всех оставшихся Chrysidinae, тогда как Elampini представляет сестринскую линию Chrysidini и Parnopini.

## Классификация
Включает 5 подсемейств и более 85 родов (Kimsey & Bohart, 1991).
- Подсемейство Amiseginae

| - - Adelphe - Afrosega - Alieniscus - Amisega - Anachrysis - Anadelphe - Atoposega - Baeosega - Bupon - Cladobethylus - Colocar | - - Duckeia - Exopapua - Exova - Imasega - Indothrix - Isegama - Kimseya - Kryptosega - Leptosega - Magdalium - Mahinda | - - Microsega - Myrmecomimesis - Nesogyne - Nipponosega - Obenbergerella - Perissosega - Reidia - Rohweria - Saltasega - Serendibula |

- Подсемейство Chrysidinae
  - Триба Allocoeliini
    - Allocoelia

  - Триба Elampini
    - Adelopyga
    - Diplorrhos
    - Elampus Spinola, 1806
    - Exallopyga
    - Haba
    - Hedychreides
    - Hedychridium Abeille, 1878
    - Hedychrum Latreille, 1802
    - Holophris
    - Holopyga Dahlbom, 1845
    - Microchridium
    - Minymischa
    - Muesebeckidium
    - Omalus Panzer, 1801
    - Parachrum
    - Prochridium
    - Pseudolopyga
    - Pseudomalus Ashmead, 1902
    - Xerochrum

- - Триба Chrysidini
    - Allochrysis
    - Argochrysis
    - Caenochrysis
    - Ceratochrysis
    - Chrysidea Bischoff, 1913
    - Chrysis Linnaeus, 1761
    - Chrysura Dahlbom, 1845
    - Chrysurissa
    - Euchroeus Latreille, 1809
    - Exochrysis
    - Gaullea
    - Holophris Mocsáry, 1890
    - Ipsiura
    - Neochrysis
    - Odontochrydium
    - Pentachrysis
    - Pleurochrysis
    - Praestochrysis Linsenmaier, 1959
    - Primeuchroeus Linsenmaier, 1968
    - Pseudospinolia Linsenmaier, 1951
    - Spinolia Dahlbom, 1854
    - Spintharina Semenov, 1892
    - Spintharosoma
    - Stilbichrysis
    - Stilbum Spinola, 1806
    - Trichrysis Lichtenstein, 1876

- - Триба Parnopini (или Parnopinae Dahlbom, 1854)
    - Cephaloparnops
    - Isadelphia
    - Parnopes Latreille, 1796
- Подсемейство Cleptinae
  - Триба Cleptinini
    - Cleptes Latreille, 1802
    - Cleptidea
- Подсемейство Loboscelidiinae
  - Loboscelidia Westwood, 1874
  - Rhadinoscelidia